# SSE3
SSE3, Streaming SIMD Extensions 3, també coneguda pel seu nom de codi Intel Prescott New Instructions (PNI), és la tercera iteració del conjunt d'instruccions SSE per a l'arquitectura IA-32 (x86). Intel va presentar SSE3 a principis de 2004 amb la revisió Prescott de la seva CPU Pentium 4. L'abril de 2005, AMD va introduir un subconjunt de SSE3 a la revisió E (Venècia i San Diego) de les seves CPU Athlon 64. Els conjunts d'instruccions SIMD anteriors a la plataforma x86, del més antic al més recent, són MMX, 3DNow! (desenvolupat per AMD, ja no és compatible amb les CPU més noves), SSE i SSE2.

SSE Intel vs AMD

SSE3 conté 13 instruccions noves sobre SSE2.

## Canvis
El canvi més notable és la capacitat de treballar horitzontalment en un registre, a diferència del funcionament més o menys estrictament vertical de totes les instruccions SSE anteriors. Més concretament, s'han afegit instruccions per sumar i restar els múltiples valors emmagatzemats dins d'un sol registre. Aquestes instruccions es poden utilitzar per accelerar la implementació d'una sèrie d'operacions DSP i 3D. També hi ha una nova instrucció per convertir els valors de coma flotant en nombres enters sense haver de canviar el mode d'arrodoniment global, evitant així les costoses parades de canonades. Finalment, l'extensió afegeix LDDQU, una càrrega vectorial alternativa desalineada que té un millor rendiment a les plataformes basades en NetBurst per a càrregues que travessen els límits de la memòria cau.

## CPU amb SSE3
- AMD :
  - Opteron (des de Stepping E4)
  - Sempron (des de Palerm. Stepping E3)
  - Athlon 64 (des de Venice Stepping E3 i San Diego Stepping E4)
  - Athlon 64 FX (des de San Diego Stepping E4)
  - Athlon 64 X2
  - Phenom 64 X2
  - Família Turion
  - Família K10
  - Família APU (inclòs sense GPU)
  - Sèrie FX
  - Família zen
- Intel :
  - Celeron D
  - Celeron (començant amb la microarquitectura Core)
  - Pentium 4 (des de Prescott)
  - Pentium D
  - Pentium Extreme Edition (però NO Pentium 4 Extreme Edition)
  - Pentium de doble nucli
  - Pentium (començant amb la microarquitectura Core)
  - Nucli
  - Xeon (des de Nocona)
  - Àtom
- VIA / Centaure :
  - C7
  - Nano
- Transmeta Efficeon TM88xx (NO números de model TM86xx)